# Elmohardyia papaveroi
Elmohardyia papaveroi är en tvåvingeart som beskrevs av José Albertino Rafael 1988. Elmohardyia papaveroi ingår i släktet Elmohardyia och familjen ögonflugor. Inga underarter finns listade i Catalogue of Life.